# Palio pallida
Palio pallida är en snäckart som beskrevs av Bergh 1880. Palio pallida ingår i släktet Palio och familjen Polyceridae. Inga underarter finns listade i Catalogue of Life.